# Zoológico de Singapur
El Zoológico de Singapur (en chino: 新加坡动物园; en inglés: Singapore Zoo; en malayo: Taman Haiwan Singapura; en tamil: சிங்கப்பூர் விலங்குக் காட்சிச்சாலை; y comúnmente conocido localmente como el Zooloógico de Mandai) es un jardín zoológico que ocupa 28 hectáreas (69 acres) en los márgenes superiores del Embalse Seletar  dentro de la muy boscosa cuenca central de Singapur. El zoológico fue construido a un costo de 9 millones de dólares desembolsados por el gobierno de Singapur y se abrió el 27 de junio de 1973. Es operado por la institución "Reservas de vida silvestre de Singapur", que también gestiona el Safari nocturno y el parque de aves de Jurong. Hay alrededor de 315 especies de animales en el zoológico, de las cuales un 16% son consideradas especies amenazadas. El zoológico atrae a alrededor de 1,6 millones de visitantes cada año.

## Instalaciones
El zoológico de Singapur está compuesto de cuatro recintos:
- Zoológico general: con 300 especies de mamíferos, reptiles y aves.
- River Safari: alberga peces y animales marinos. Es el único parque de animales acuáticos de toda Asia.
- Night Safari: el primer parque de vida silvestre del mundo en el que conocerás animales que están activos durante la noche.
- Parque de aves: el más grande de Asia.[2]